# 612 (szám)
A 612 (római számmal: DCXII) egy természetes szám.

## A szám a matematikában
A tízes számrendszerbeli 612-es a kettes számrendszerben 1001100100, a nyolcas számrendszerben 1144, a tizenhatos számrendszerben 264 alakban írható fel.
A 612 páros szám, összetett szám, kanonikus alakban a 22 · 32 · 171 szorzattal, normálalakban a 6,12 · 102 szorzattal írható fel. Tizennyolc osztója van a természetes számok halmazán, ezek növekvő sorrendben: 1, 2, 3, 4, 6, 9, 12, 17, 18, 34, 36, 51, 68, 102, 153, 204, 306 és 612.
Érinthetetlen szám: nem áll elő pozitív egész számok valódiosztóösszeg-függvényeként.
A 612 négyzete 374 544, köbe 229 220 928, négyzetgyöke 24,73863, köbgyöke 8,49018, reciproka 0,0016340. A 612 egység sugarú kör kerülete 3845,30941 egység, területe 1 176 664,679 területegység; a 612 egység sugarú gömb térfogata 960 158 377,9 térfogategység.